# 仙石政明
仙石 政明（せんごく まさあきら）は、信濃国上田藩3代藩主、のち但馬国出石藩初代藩主。出石藩仙石家4代。

## 生涯
万治2年（1659年）3月1日、信濃上田藩主・仙石氏の一族である仙石忠俊の長男として誕生。
父・忠俊は2代藩主・仙石政俊の世嗣であったが、寛文7年（1667年）2月に早世したため、政明が祖父・政俊の養嗣子となり、寛文9年（1669年）2月25日に政俊が隠居すると家督を継いだ。しかし幼少のため、実権は政俊が握っていた。藩主就任のとき、政俊の弟・仙石政勝に2000石を分与したため、上田藩は5万8000石となった。
寛文12年（1672年）12月28日、従五位下・越前守に叙任する。延宝2年（1674年）7月に政俊が死去すると、仙石政勝や松平光勗らの補佐を受けた。藩の財政がこの頃から行き詰まったため、延宝3年（1675年）7月に上米・倹約令などを出している。
天和元年（1681年）には酒井忠能の改易により、駿河田中城受け取り役を務めた。また同年、上野沼田藩のお家騒動と改易に伴い、真田信利の三男・栗本直堅（栗本外記）と四男・真田辰之助を預かり、上田城内の空き屋敷に軟禁する（元禄元年（1688年）赦免）。貞享元年（1684年）には越後高田城在番を務めている。貞享3年（1686年）と元禄15年（1702年）の2度にわたり、上田城の修築工事を行っている。
宝永3年（1706年）1月28日、上田藩から但馬出石藩へ移封された。
享保2年（1717年）6月6日に死去、享年59。男子6人が全て早世したため、分家の政房を養子にして跡を継がせた。

## 系譜
- 父：仙石忠俊（1640年 - 1667年）
- 母：亀子 - 仙寿院、浅野光晟の娘
- 養父：仙石政俊（1617年 - 1674年）
- 正室：佐都子 - 清光院、中川久恒の娘
- 側室：鳥居氏
- 側室：清瀬 - 平林氏
- 生母不明の子女
  - 男子6人
  - 女子：勝姫 - 織田信房正室
- 養子
  - 男子：仙石政房（1673年 - 1735年） - 仙石政治（仙石久治の子）の子